# Lata 2000–2009

## Najważniejsze wydarzenia
- Rok 2000
  - 7 maja – zaprzysiężenie Władimira Putina na prezydenta Rosji
  - 28 września – początek drugiej intifady w Palestynie
  - 6 października – ustąpienie Slobodana Miloševicia z funkcji prezydenta Jugosławii
- Rok 2001
  - 20 stycznia – zaprzysiężenie George. W. Busha na 43. Prezydent Stanów Zjednoczonych.
  - 11 września – zamach terrorystyczny na World Trade Center w Nowym Jorku i Pentagon zapoczątkował wojnę z terroryzmem ogłoszoną przez prezydenta USA G.W. Busha
  - 7 października – początek operacji wojennej w Afganistanie, skierowanej przeciw talibom i Al-Ka’idzie, która doprowadziła do obalenia ich reżimu
- Rok 2002
  - 20 maja – Timor Wschodni uzyskuje niepodległość
  - 1 lipca – rozpoczyna działalność Międzynarodowy Trybunał Karny powołany do ścigania zbrodni ludobójstwa, zbrodni przeciwko ludzkości i zbrodni wojennych
  - 12 października – atak terrorystyczny na indonezyjskiej wyspie Bali
  - 23 października – atak na moskiewski teatr na Dubrowce
- Rok 2003
  - 4 lutego – utworzenie Serbii i Czarnogóry
  - 20 marca – początek wojny amerykańsko-irackiej zakończonej obaleniem dyktatury Saddama Husajna
  - czerwiec – lipiec – upały w Europie
- Rok 2004
  - 11 marca – zamachy bombowe na pociągi w Madrycie
  - 29 marca – poszerzenie NATO o 7 nowych członków z dawnego Układu Warszawskiego
  - 1 maja – poszerzenie Unii Europejskiej o 10 nowych państw, w tym Polskę
  - 1 września – atak terrorystyczny na szkołę w Biesłanie
  - 21 listopada – 23 stycznia 2005 – pomarańczowa rewolucja na Ukrainie
  - 26 grudnia – trzęsienie ziemi i tsunami w południowo-wschodniej Azji
- Rok 2005
  - 2 kwietnia – śmierć papieża Jana Pawła II; następcą wybrany Benedykt XVI
  - 7 lipca – zamachy bombowe w Londynie
  - 22 listopada – Angela Merkel pierwszą kobietą na stanowisku Kanclerza Niemiec
- Rok 2006
  - 3 czerwca – Czarnogóra proklamowała niepodległość. W związku z tym powstały dwa nowe państwa w Europie: Serbia i Czarnogóra
  - Lipiec 2006 – konflikt izraelsko-libański wywołany porwaniem przez Hezbollah izraelskiego żołnierza Gilada Szalita
  - 30 grudnia – w Bagdadzie zmarł przez powieszenie iracki dyktator Saddam Husajn
- Rok 2007
  - 1 stycznia:
    - przyjęcie Rumunii i Bułgarii do Unii Europejskiej
    - Słowenia jako pierwsza z państw, które weszły do UE w 2004 roku, przyjmuje euro jako swoją walutę narodową

  - 18 kwietnia – Polska wraz z Ukrainą zostają wybrane przez UEFA na gospodarzy Euro 2012
  - 13 grudnia – podpisano Traktat z Lizbony zmieniający Traktat o Unii Europejskiej i Traktat ustanawiający Wspólnotę Europejską
  - 21 grudnia – Polska, Czechy, Słowacja, Węgry, Litwa, Łotwa, Estonia, Słowenia, i Malta zostają przyjęte do Układu z Schengen
- Rok 2008
  - 1 stycznia – Cypr i Malta przyjęły euro jako swą walutę narodową.
  - 17 lutego – Kosowo proklamowało niepodległość od Serbii
  - 15 marca – wybuchły antychińskie zamieszki w Tybecie
  - 7 sierpnia – wybuch Wojny w Osetii Południowej
  - 8 sierpnia – 24 sierpnia – Letnie Igrzyska Olimpijskie 2008 w Pekinie
  - 2008 – hiperinflacja w Zimbabwe
  - 4 listopada – Barack Obama zostaje wybrany pierwszym czarnoskórym prezydentem Stanów Zjednoczonych
  - 2008 – zamieszki w Grecji (2008–2009)
- Rok 2009
  - pandemia grypy A/H1N1
  - 25 czerwca – śmierć Michaela Jacksona

## Statystyki
W latach 2001–2010 kataklizmów doświadczyło 2 mld ludzi.